# Чемпионат Дании по шоссейному велоспорту — групповая гонка
Групповая гонка на национальном чемпионате Дании по шоссейному велоспорту проводится  на регулярной основе  ежегодно с 1987 года, под руководством Федерации велоспорта Дании с целью выявления лучшего велогонщика Дании в данной дисциплине у мужчин и женщин. За победу в дисциплинах присуждается майка в цветах национального флага (на илл.).

## Многократные победители

### Мужчины

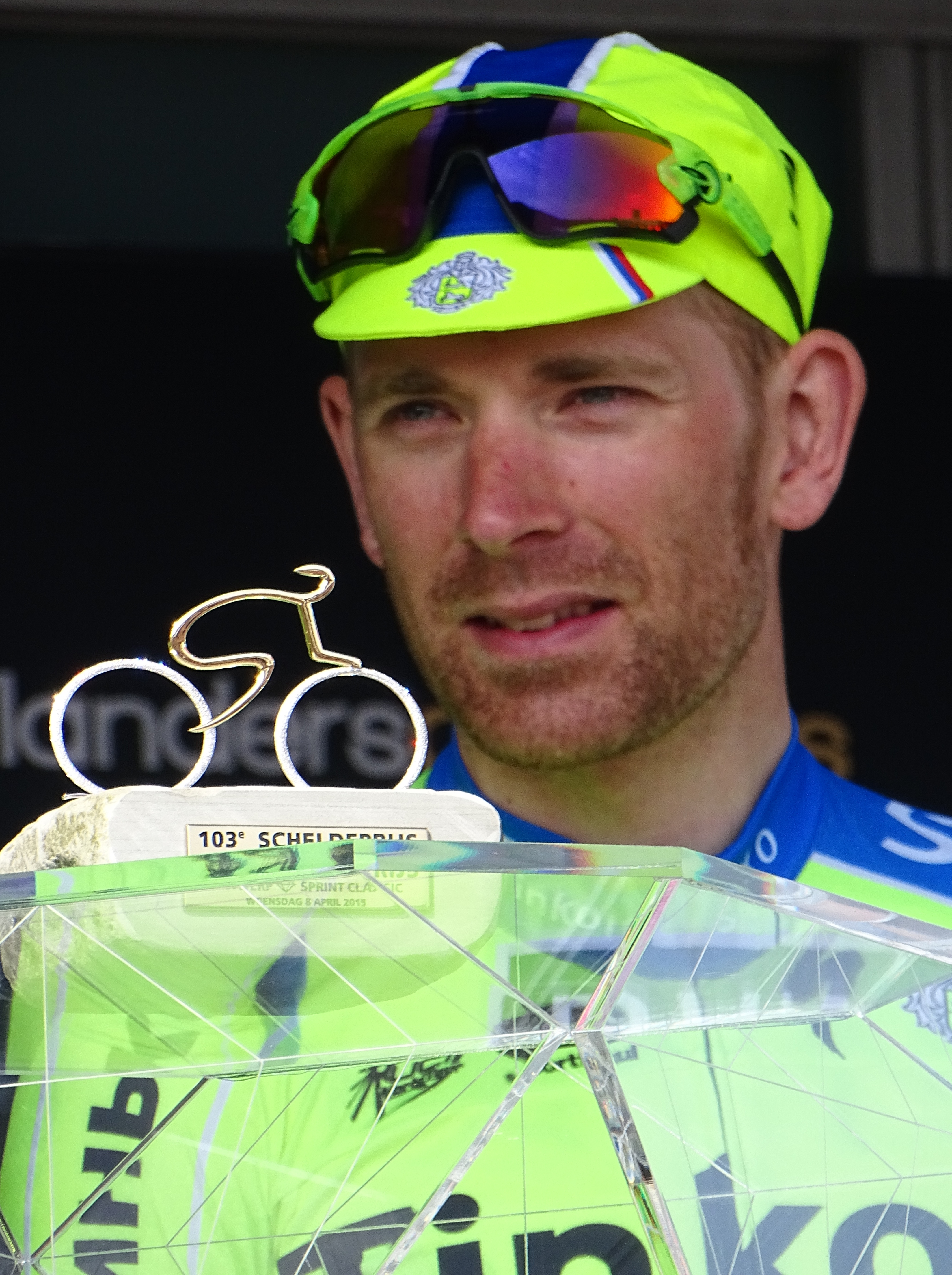
Действующий чемпион
Микаэль Мёркёв

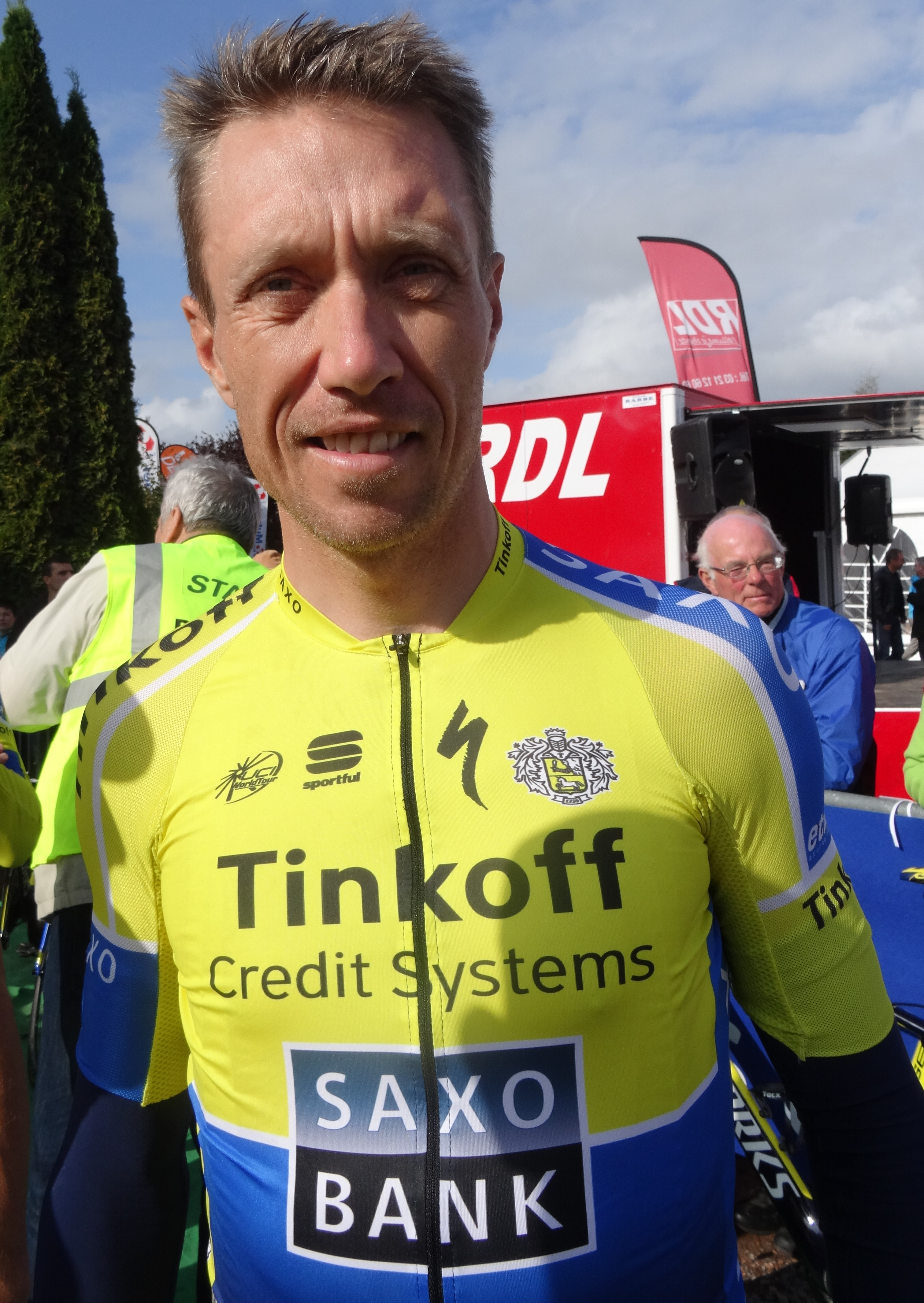
Четырёхкратный чемпион
Никки Сёренсен

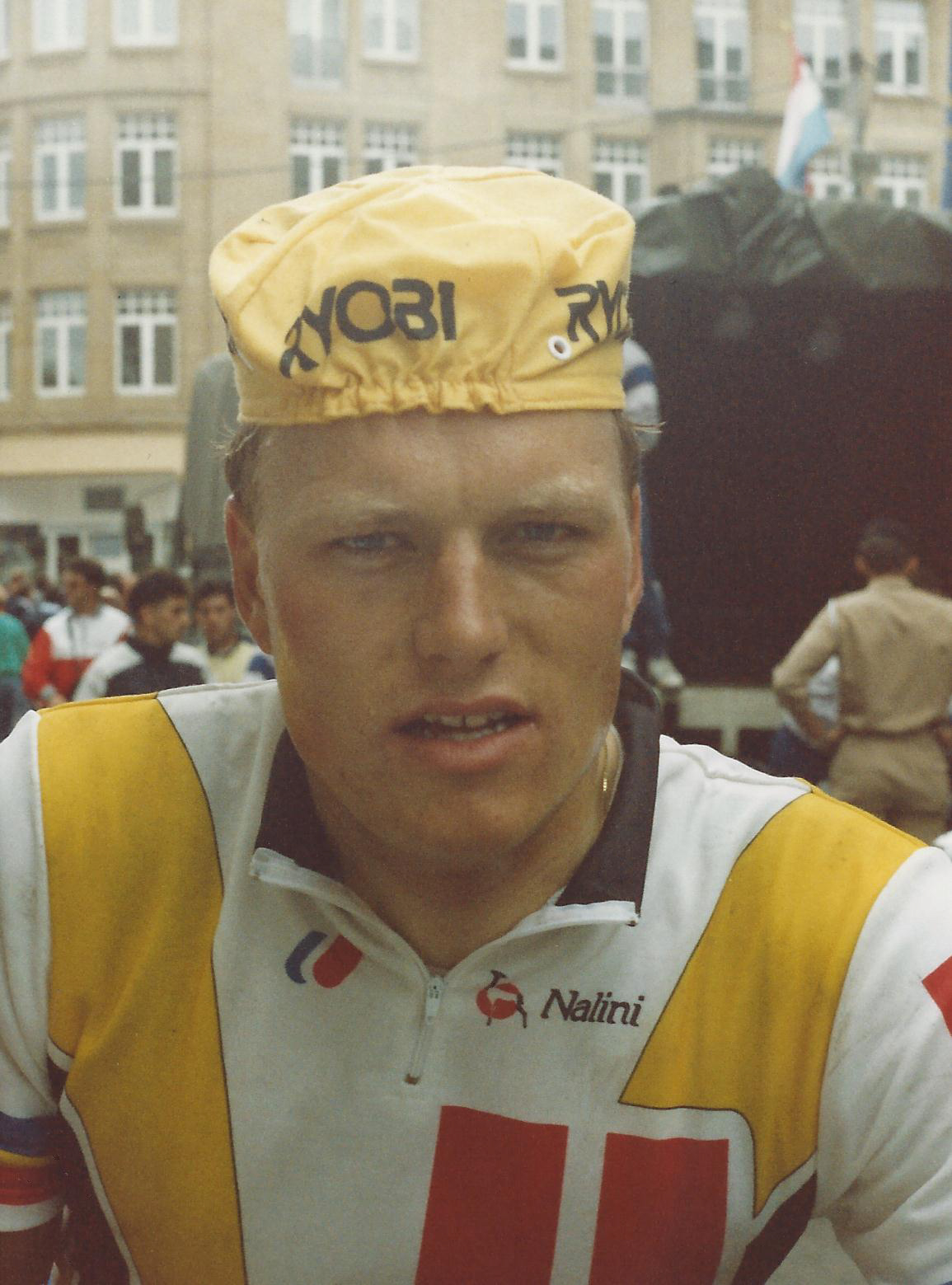
Трёхкратный чемпион
Бьярне Рийс

| Победы | Гонщик            | Года                   |
| ------ | ----------------- | ---------------------- |
| 4      | Никки Сёренсен    | 2003, 2008, 2010, 2011 |
| 3      | Бьярне Рийс       | 1992, 1995, 1996       |
| 2      | Николай Бо Ларсен | 1997, 1999             |
| 2      | Микаэль Мёркёв    | 2013, 2018             |

### Женщины

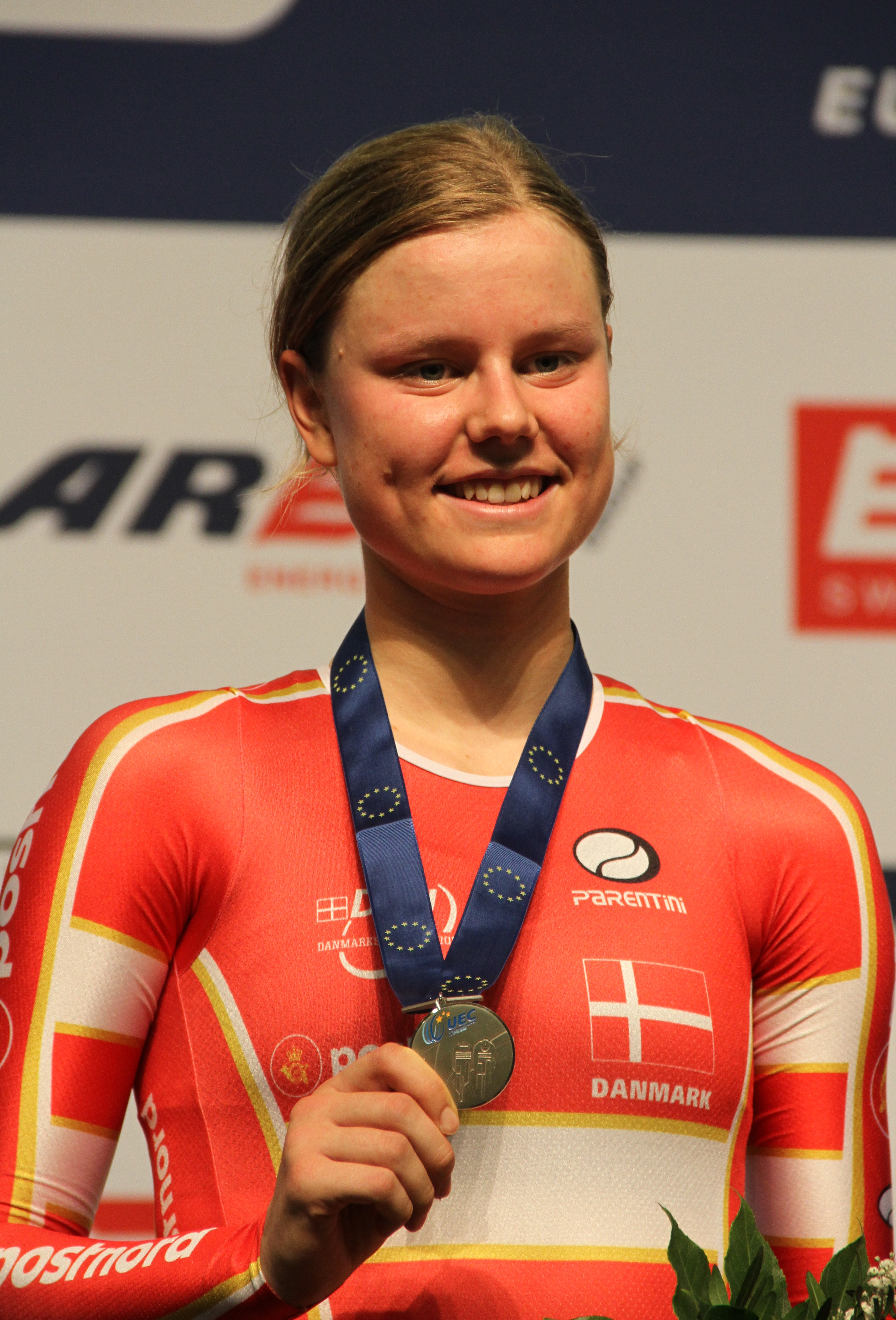
Действующая и трёхкратная чемпионка
Амали Дидериксен

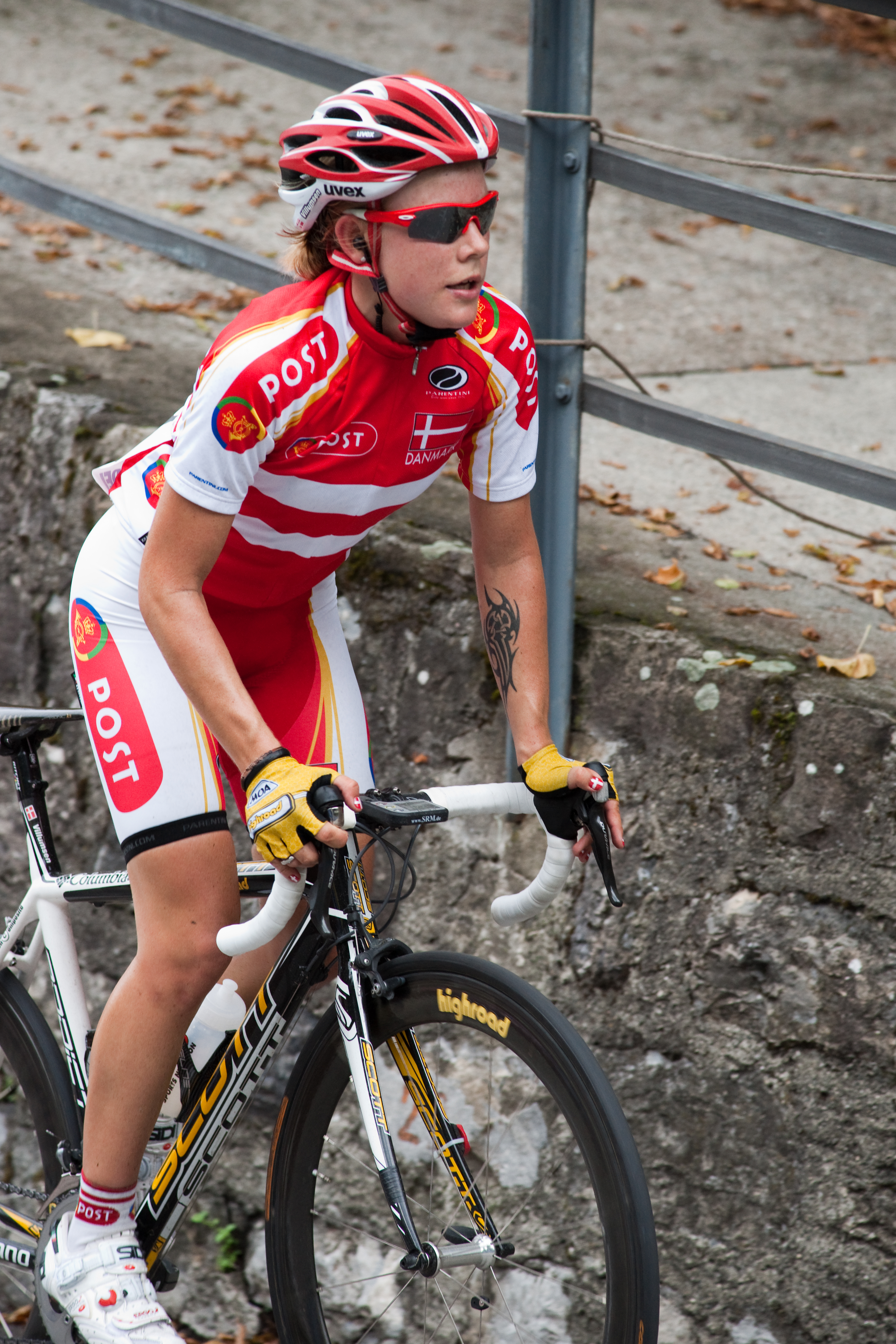
Трёхкратная чемпионка
Линда Виллюмсен

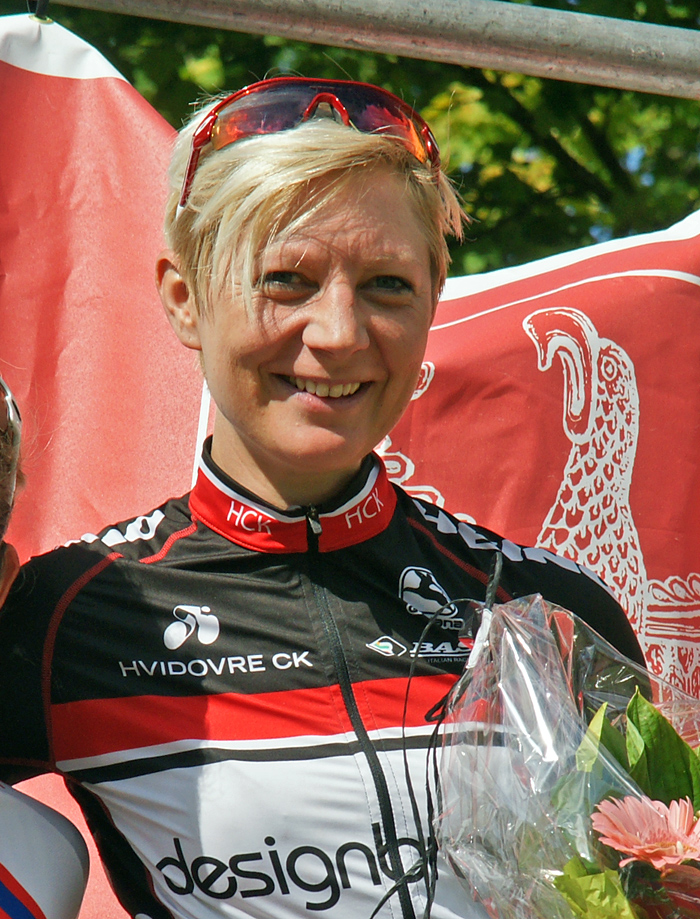
Чемпионка 2012 года
Катрин Граш

| Победы | Гонщик               | Года                         |
| ------ | -------------------- | ---------------------------- |
| 5      | Хелле Сёренсен       | 1981, 1982, 1983, 1986, 1987 |
| 4      | Карина Скиббю        | 1985, 1989, 1990, 1991       |
| 4      | Рикке Сандхёй Ольсен | 1994, 1995, 1997, 1998       |
| 3      | Лисбет Симпер        | 2001, 2002, 2003             |
| 3      | Линда Виллюмсен      | 2006, 2008, 2009             |
| 3      | Амали Дидериксен     | 2014, 2015, 2018             |
| 2      | Санне Шмидт          | 1992, 1993                   |

## Призёры

### Мужчины
| Год  | Золото                | Серебро                    | Бронза                     |
| ---- | --------------------- | -------------------------- | -------------------------- |
| 1987 | Ким Андерсен          | Йёрген Маркуссен           | Йеспер Скиббю              |
| 1988 | Сёрен Лильхольт       | Бьярне Рийс                | Ким Эриксен                |
| 1989 | Джонни Вельтц         | Йеспер Скиббю              | Пер Педерсен               |
| 1990 | Бриан Хольм           | Сёрен Лильхольт            | Алекс Педерсен             |
| 1992 | Бьярне Рийс           | Клаус Микаэль Мёллер       | Ларс Михаэльсен            |
| 1994 | Микаэль Блаудсун      | Марк Стрэйндж Якобсен      | Николай Бо Ларсен          |
| 1995 | Бьярне Рийс (2)       | Бриан Хольм                | Петер Мейнерт Нильсен      |
| 1996 | Бьярне Рийс (3)       | Бо Хамбургер               | Йеспер Скиббю              |
| 1997 | Николай Бо Ларсен     | Ларс Михаэльсен            | Рольф Сёренсен             |
| 1998 | Франк Хой             | Бо Хамбургер               | Микаэль Сандстёд           |
| 1999 | Николай Бо Ларсен (2) | Микаэль Кунеб              | Якоб Моэ Расмуссен         |
| 2000 | Бо Хамбургер          | Николай Бо Ларсен          | Рольф Сёренсен             |
| 2001 | Якоб Пиил             | Николай Бо Ларсен          | Микаэль Блаудсун           |
| 2002 | Микаэль Сандстёд      | Микаэль Блаудсун           | Бо Хамбургер               |
| 2003 | Никки Сёренсен        | Аллан Йохансен             | Бо Хамбургер               |
| 2004 | Микаэль Блаудсун      | Стиг Дам                   | Матти Брешель              |
| 2005 | Ларс Бак              | Ларс Михаэльсен            | Матти Брешель              |
| 2006 | Аллан Йохансен        | Якоб Моэ Расмуссен         | Троэльс Винтер             |
| 2007 | Алекс Расмуссен       | Якоб Моэ Расмуссен         | Йонас Аен Йёргенсен        |
| 2008 | Никки Сёренсен (2)    | Матти Брешель              | Йенс-Эрик Мадсен           |
| 2009 | Матти Брешель         | Крис Анкер Сёренсен        | Франк Хой                  |
| 2010 | Никки Сёренсен (3)    | Ларс Бак                   | Андерс Лунд                |
| 2011 | Никки Сёренсен (4)    | Мартин Мортенсен           | Микаэль Рейхс              |
| 2012 | Себастьян Ландер      | Никки Сёренсен             | Андре Стенсен              |
| 2013 | Микаэль Мёркёв        | Морте Ёллегард             | Каспер фон Фольсах         |
| 2014 | Михаэль Вальгрен      | Микаэль Карбель Свендгаард | Микаэль Мёркёв             |
| 2015 | Крис Анкер Сёренсен   | Мартин Мортенсен           | Александер Камп            |
| 2016 | Александер Камп       | Михаэль Вальгрен           | Лассе Норман Хансен        |
| 2017 | Мадс Педерсен         | Николай Брёхнер            | Александер Камп            |
| 2018 | Микаэль Мёркёв (2)    | Никлас Ларсен              | Микаэль Карбель Свендгаард |

### Молодёжь (U-23)
| Год  | Золото                     | Серебро                 | Бронза                  |
| ---- | -------------------------- | ----------------------- | ----------------------- |
| 1996 | Тайеб Брайка               | Дани Петерсен           | Якоб Грам Нильсен       |
| 1997 | Микаэль Стин Нильсен       | Рене Йёргенсен          | Дани Петерсен           |
| 1998 | Бьярке Нильсен             | Джимми Хансен           | Мортен Восс Христиансен |
| 1999 | Макс Нильсен               | Мортен Восс Христиансен | Ян Йесперсен            |
| 2000 | Джимми Хансен              | Микаэль Ларсен          | Томас Бруун Эриксен     |
| 2001 | Туэ Хоульберг              | Сёрен Свендсен          | Мортен Кнудсен          |
| 2002 | Мартин Педерсен            | Микаэль Берлинг         | Бриан Вандборг          |
| 2003 | Мадс Кристенсен            | Бриан Вандборг          | Ларс Фредериксен        |
| 2004 | Мартин Педерсен (2)        | Андерс Лунд             | Мартин Мортенсен        |
| 2005 | Ян Алмблад                 | Мартин Мортенсен        | Андерс Лунд             |
| 2006 | Каспер Йебьерг             | Микаэль Ферк Кристенсен | Алекс Расмуссен         |
| 2007 | Томас Кристиансен          | Якоб Беринг             | Якоб Кодруп             |
| 2008 | Мадс Ридичер               | Филип Нильсен           | Никола Аиструп          |
| 2009 | Расмус Гульдхаммер         | Троэльс Винтер          | Каспар Шёнеманн         |
| 2010 | Рикки Енё Йёргенсен        | Кристофер Юль-Йенсен    | Миккель Мортенсен       |
| 2011 | Лассе Норман Хансен        | Кристофер Юль-Йенсен    | Николай Стеенсен        |
| 2012 | Себастьян Ландер           | Магнус Корт Нильсен     | Расмус Стеробо          |
| 2013 | Лассе Норман Хансен (2)    | Александер Камп         | Кристиан Хаугор         |
| 2014 | Эмиль Халворсен            | Фредерик Плеснер        | Николай Брёхнер         |
| 2015 | Йонас Грегор Вилсли        | Мадс Рахбек             | Сёрен Краг Андерсен     |
| 2016 | Мадс Вюрц Шмидт            | Каспер Педерсен         | Андреас Стокбро         |
| 2017 | Микаэль Карбель Свендгаард | Андреас Стокбро         | Каспер Педерсен         |
| 2018 | Юлиус Йохансен             | Никлас Ларсен           | Андреас Стокбро         |

### Женщины
| Год  | Золото                     | Серебро                    | Бронза                |
| ---- | -------------------------- | -------------------------- | --------------------- |
| 1981 | Хелле Сёренсен             |                            |                       |
| 1982 | Хелле Сёренсен (2)         | Беттина Фальсинг           | Карина Скиббю         |
| 1983 | Хелле Сёренсен (3)         | Беттина Фальсинг           | Рикке Сандхёй Ольсен  |
| 1984 | Лона Мунк                  | Беттина Фальсинг           | Зита Йеси             |
| 1985 | Карина Скиббю              |                            |                       |
| 1986 | Хелле Сёренсен (4)         |                            |                       |
| 1987 | Хелле Сёренсен (5)         | Беттина Фальсинг           | Карина Скиббю         |
| 1988 | Ханне Мальмберг            | Лона Мунк                  | Гитте Хйортфлод       |
| 1989 | Карина Скиббю (2)          | Хелле Сёренсен             | Беттина Фальсинг      |
| 1990 | Карина Скиббю (3)          | Беттина Фальсинг           | Рикке Сандхёй Ольсен  |
| 1991 | Карина Скиббю (4)          | Лона Мунк                  | Санне Лассен          |
| 1992 | Санне Шмидт                | Хелле Сёренсен             | Лона Мунк             |
| 1993 | Санне Шмидт (2)            | Ханне Мальмберг            | Хелен Соегаард        |
| 1994 | Рикке Сандхёй Ольсен       | Санне Шмидт                | Хелле Йенсен          |
| 1995 | Рикке Сандхёй Ольсен (2)   | Хелле Сёренсен             | Лотте Шмидт           |
| 1996 | Хелле Сёренсен             | Лотте Шмидт                | Санне Шмидт           |
| 1997 | Рикке Сандхёй Ольсен (3)   | Лисбет Симпер              | Хелле Сёренсен        |
| 1998 | Рикке Сандхёй Ольсен (4)   | Лисбет Симпер              | Лотте Шмидт           |
| 1999 | Анн Матхиесен              | Рикке Сандхёй              | Лисбет Симпер         |
| 2000 | Метте Фишер Андреасен      | Лине Лукке Мейер Нильсен   | Санне Шмидт           |
| 2001 | Лисбет Симпер              | Пернилле Лангелунд Якобсен | Лотте Бак             |
| 2002 | Лисбет Симпер (2)          | Виде Яне Колдинг           | Метте Фишер Андреасен |
| 2003 | Лисбет Симпер (3)          | Дорте Лохсе Расмуссен      | Трине Шмидт           |
| 2004 | Пернилле Лангелунд Якобсен | Дорте Лохсе Расмуссен      | Метте Фишер Андреасен |
| 2005 | Дорте Лохсе Расмуссен      | Линда Виллюмсен            | Джейн Брух-Хенриксен  |
| 2006 | Линда Виллюмсен            | Мие Беккер Лакота          | Дорте Лохсе Расмуссен |
| 2007 | Карина Негелунд            | Дорте Лохсе Расмуссен      | Трине Шмидт           |
| 2008 | Линда Виллюмсен (2)        | Майя Адамсен               | Ибен Бохе             |
| 2009 | Линда Виллюмсен (3)        | Трине Шмидт                | Мария Грандт Петерсен |
| 2010 | Анника Лангвад             | Кристина Сиггаард          | Трине Лорентсен       |
| 2011 | Юли Лет                    | Ибен Бохе                  | Трине Шмидт           |
| 2012 | Катрин Граш                | Ибен Бохе                  | Юли Лет               |
| 2013 | Камилла Валлин             | Рикке Лённе                | Трине Лорентсен       |
| 2014 | Амали Дидериксен           | Кристина Сиггаард          | Юли Лет               |
| 2015 | Амали Дидериксен (2)       | Бетина Крамер              | Кристина Сиггаард     |
| 2016 | Эмма Норсгор Йёргенсен     | Амали Дидериксен           | Бетина Крамер         |
| 2017 | Камилла Мёллебро           | Трине Андерсен             | Луиза Хольм Хоубак    |
| 2018 | Амали Дидериксен (3)       | Эмма Норсгор Йёргенсен     | Кристина Сиггаард     |